# 三硫化铵
三硫化铵是一种无机化合物，化学式为(NH4)2S3。它是一种多硫化物，可由硫化氢铵和硫反应制得：
{\displaystyle \mathrm {2\ (NH_{4})SH+2\ S\rightarrow (NH_{4})_{2}S_{3}+H_{2}S} }
它和四硫代钼酸铵反应，可以得到多硫钼酸盐（如[Mo2(S2)6]2−）。它是一种分析试剂（用于检测氰化物）和杀虫剂。它曾是臭弹的成分之一，但在德国现被《消费品条例》禁止。